# Aphrodite (romanzo)
Aphrodite (Aphrodite: mœurs antiques) è un romanzo in lingua francese di Pierre Louÿs pubblicato nel 1896.

## Trama
Ambientato ad Alessandria al tempo degli ultimi Tolomei, il romanzo racconta l'amore tempestoso tra Criside, una cortigiana, e lo scultore Demetrio. Galilea di origine (nata a Genesaret con il nome Sarah) e dai lunghi capelli d'oro (fonte del suo soprannome greco), Criside è orgogliosa della sua bellezza e della sua abilità a vincere la devozione e il servilismo degli uomini. Demetrio, da parte sua, è adorato dalle donne del paese, ma si è stancato della loro devozione, tanto da arrivare a preferire la statua da lui scolpita della dea Afrodite e la modella che ha posato per realizzarla, la regina Berenice. 
Criside è l'unica donna che non si cura di lui; accecato dal desiderio di vincere la sua resistenza, Demetrio è spinto a commettere un furto e un omicidio per lei, al fine di ottenere i tre oggetti che esige in cambio per concedere il suo corpo: lo specchio d'argento di una cortigiana rivale, il pettine d'avorio di una sacerdotessa egiziana e la collana di perle che adorna l'immagine di culto nel tempio di Afrodite, commettendo anche un atto sacrilego, essendo questi gli oggetti cari alla dea. 
Dopo aver effettuato queste commissioni Demetrio attende la notte d'amore che Criside gli ha promesso, ma mentre lei si innamora di un uomo che per lei ha commesso un crimine Demetrio respinge la vera Criside rifugiandosi nella fantasia dell'immagine della donna ammirata nel suo sogno. Accecato dal desiderio onirico, Demetrio le fa giurare di mantenere la promessa di concederglisi prima di rivelarle le sue vere intenzioni: farle indossare in pubblico gli oggetti rubati. Così ella appare, nuda, sul Faro di Alessandria nel ruolo di Afrodite con gli oggetti indossati come attributi della dea. Imprigionata e condannata a bere la cicuta, Criside esegue la sua condanna in presenza dell'indifferente Demetrio, il quale in seguito usa il suo corpo nudo esanime come modello, in posa esattamente come l'aveva vista nel suo sogno, per creare la statua della Vita Immortale.
Infine, due giovani musiciste amiche di Criside, Rodide e Mirtocleia, riusciranno a entrare nella cella e a portare via il cadavere della cortigiana, riuscendo a seppellirla nel vecchio cimitero della città, dove in precedenza Demetrio aveva nascosto gli oggetti rubati.

## Storia

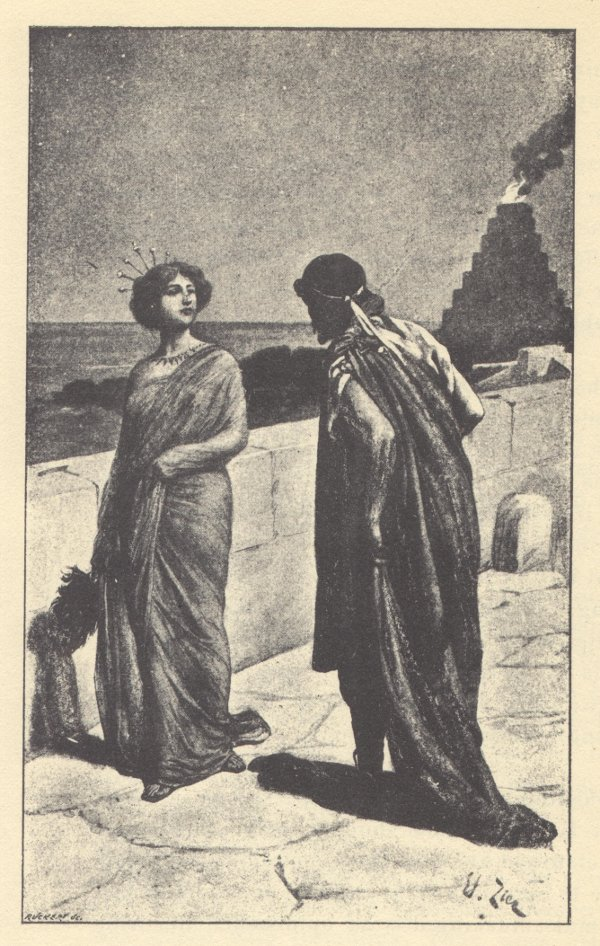
L'incontro tra Criside e Demetrio in un'illustrazione del romanzo

Alla sua uscita, il libro ebbe un tale successo da dare l'avvio all'esperienza editoriale del Mercure de France. Il successo fu dovuto in parte ad una recensione entusiastica di François Coppée, e senza dubbio anche alle scene libertine sparse per tutto il libro. Louÿs aveva precedentemente pubblicato solo opuscoli a tiratura limitata. Il libro destò comunque scandalo, e il recensore Dorothy Parker notò quanto fosse difficile ottenerne copie a New York, e come addirittura, una commedia di George Hazelton basata sul libro fu denunciata come oscena dal sindaco.
L'idea di Louÿs era quella di scrivere per un'élite di pochi amici come Mallarmé, Régnier, Gide e Valéry. Come autore si autodefiniva "ateniese", per il quale "non c'era niente di più sacro dell'amore fisico, niente di più bello del corpo umano." Nella sua Alessandria, una ricostruzione onirica che unisce erudizione e orientalismo fin de siècle, il piacere amorale e violento è al primo posto (gli amori di Criside, il rapporto tra due giovanissime musiciste delle quali una dalla dubbia sessualità, le feste di Afrodite, il banchetto e l'orgia conclusiva con la crocifissione di una schiava). Solo Demetrio ha un ideale, distinguendo "il giusto dall'ingiusto secondo il criterio della bellezza", lontano dalle "virtù strette di moralisti moderni": egli si rammarica dei suoi crimini soltanto per essersi abbassato a commetterli.

## Edizioni italiane
- Pierre Louÿs, Aphrodite, trad. di Bianca Bassi, Roma, Gherardo Casini Editore, 1966.
- Pierre Louÿs, Aphrodite, trad. G. Gennari, Milano, Frassinelli, 1995.
- Pierre Louÿs, Aphrodite, trad. G. Gennari, Milano, Mondadori, 2010.

## Adattamenti

### Arti plastiche
- Le Miroir. Scultura di Joseph Carlier che rappresenta Criside che si guarda in uno specchio e la sua serva malabarese Djala, mostrato alla Esposizione Universale (1900) a Parigi, e ora al museo di Cambrai.

### Musica
- Afrodite. Drame musical in cinque atti e sette quadri, composto da Camille Erlanger, adattato da Louis de Gramont, ha debuttato il 23 (o 27?) marzo 1906, Opéra-Comique, Parigi.
- Afrodite opera su libretto di Hans Liebstoeckl, composto da Max von Oberleithner, ha debuttato nel 1912 al Wiener Hofoper, Vienna.
- Afrodite. Monodramma di costumi antichi, composta da Giorgio Battistelli. Ha debuttato nel luglio 1988, Villa Massimo, Roma.
- La stagione 2013/14 della Bayerische Theaterakademie agosto Everding comprende una performance di questa opera, con accompagnamento di pianoforte, andata in scena il 5 maggio 2014.[4]